# FS 745
Die Dampflokomotiven der Gattung FS 745 der Ferrovie dello Stato Italiane (FS) waren Schlepptenderlokomotiven, die für den Güter- und Reisezugdienst auf steigungs- und kurvenreichen Strecken in Mittel- und Süditalien ausgelegt waren.

## Geschichte
Der wachsende Güter- und Personenverkehr auf den Strecken in Mittel- und Süditalien verlangte in den 1910er-Jahren nach leistungsstärkeren Lokomotiven, die auch bei höheren Geschwindigkeiten in der Lage waren, eine konstante Zugkraft aufrechtzuerhalten. Die für diese Aufgabe entwickelte Baureihe 745 wurde zwischen 1913 und 1923 in drei Serien gebaut, sodass im gesamten 73 Lokomotiven zur Verfügung standen. Die Serien teilten sich wie folgt auf, wobei zu beachten ist, dass sowohl Lokomotiven mit der Position des Lokführers auf der rechten Seite als auch solche mit der Führerposition auf der linken Seite gebaut wurden:
| Serie    | Baujahr   | Stückzahl | Position des Lokführers | Hersteller     |
| -------- | --------- | --------- | ----------------------- | -------------- |
| 1. Serie | 1913–1914 | 12        | rechts                  | Ansaldo, Breda |
| 2. Serie | 1919      | 36        | rechts                  | Ansaldo        |
| 3. Serie | 1922–1923 | 25        | links                   | Ansaldo, Breda |

Die Lokomotiven wurden mehrheitlich in Mittel- und Süditalien eingesetzt, wurden aber in den 1930er- und 1940er-Jahren gelegentlich zur Reparatur in die Depots von Padua, Mestre und Udine überführt. Mit der fortschreitenden Elektrifizierung wurden in den 1950er-Jahren einige Maschinen dauerhaft Depots in Venetien zugeteilt, wo sie in den 1960er-Jahren ausgemustert wurden. Es blieb keine Lokomotive der Baureihe der Nachwelt erhalten.

## Technik
Die Baureihe 745 ist ein Entwurf des Konstruktionsbüro der FS in Florenz. Die Lokomotive war von der Bauart Consolidation mit vier Kuppelachsen wie die Baureihe 740, wodurch eine niedrige Radsatzfahrmasse möglich war, aber trotzdem hohe Zugkräfte ausgeübt werden konnten. Damit eine Geschwindigkeit von mindestens 75 km/h erreicht werden konnte, wurden Kuppelräder mit einem Durchmesser von 1630 mm verwendet. Der mit Schmidt-Überhitzer ausgerüstete Kessel wurde von der Baureihe 685 übernommen.
Um Gewicht zu sparen, wurde ein Innentriebwerk gewählt, das auf die zweite Kuppelachse wirkte. Dadurch konnten die beiden Zylinder in einem leichten gemeinsamen Zylinderblock zwischen dem Rahmen untergebracht werden, deren Dampfzufuhr durch eine außenliegende Walschaerts-Steuerung mit Kolbenschieber gesteuert wurde. Dieselbe Lösung wurde auch bei den Lokomotiven der Baureihe 625 gewählt. Es entstand eine leichte Maschine mit einem Reibungsgewicht von 57,4 t und einer Leistung von 1250 PS, die auch für den Verkehr auf den Strecken in Kalabrien geeignet war, auf denen das Fahrzeuggewicht aufgrund von Brücken eingeschränkt war.
Die Gr.745 zeigten sofort ihre hervorragende Leistung, jedoch überzeugte die Konstruktion des Triebwerks nicht vollständig. Durch die Nutzung der zweiten Kuppelachse als Treibachse waren die Treibstangen recht kurz ausgefallen, was dazu führte, dass bei höheren Geschwindigkeiten die Treibstangenlager zum Überhitzen neigten. Das Problem hätte sich nur lösen lassen, indem die dritte statt die zweite Kuppelachse als Treibachse genutzt worden wäre. Dies hätte aber wiederum zur Folge gehabt, dass auch die zweite Achse als Kropfachse hätte ausgelegt werden müssen, was wiederum zu höherem Gewicht geführt hätte.